# Bürgerpartei (1987–1994)

Logo

Die Bürgerpartei (isl. Borgaraflokkurinn) war eine Partei in Island, die von 1987 bis 1994 bestand. 
Als der damalige Finanzminister Albert Guðmundsson (Unabhängigkeitspartei) 1987 wegen eines Skandals vom Ministerpräsidenten abgesetzt wurde, gründete er die rechtspopulistische Bürgerpartei. Sie nahm an der Parlamentswahl im Jahr 1987 teil und gewann mit 10,9 % sieben Sitze im isländischen Parlament Althing. Von 1989 bis 1991 war sie an der von der Fortschrittspartei geführten Regierungskoalition unter Ministerpräsident Steingrímur Hermannsson beteiligt.
1989 trat Albert Guðmundsson als Parteivorsitzender und Abgeordneter des Althing zurück und wurde isländischer Botschafter in Frankreich. Bei der Wahl 1991 spielte die Bürgerpartei keine nennenswerte Rolle mehr. 1994 löste sie sich endgültig auf.